# 東部知多衛生組合
東部知多衛生組合（とうぶちたえいせいくみあい）は、愛知県大府市、豊明市、知多郡東浦町、知多郡阿久比町で構成する一部事務組合。

## 概要
1962年（昭和32年）2月、大府市と東浦町でし尿やごみの共同処理を行う目的で東部知多衛生組合を設立。同年7月には阿久比町が加入し、1966年（昭和41年）12月には豊明町（現・豊明市）が加入した。
主な業務として東部知多クリーンセンター 、東部知多温水プール、東部知多浄水センターの維持管理とそれに付随する業務を行っている。

## 沿革
- 1962年（昭和37年）2月10日 - 大府町（現・大府市）と東浦町で東部知多衛生組合を設立[2]。
- 1962年（昭和37年）7月20日 - 阿久比町が加入[2]。
- 1966年（昭和41年）12月16日 - 豊明町（現・豊明市）が加入[2]。
- 2008年（平成20年）8月26日 - 葭野最終処分場を廃止[2]。
- 2015年（平成27年）3月21日 - 大東最終処分場が竣工[2]。
- 2019年（平成31年）3月16日 - 東部知多クリーンセンターごみ処理施設が竣工[2]。
- 2020年（令和2年）4月8日 - 東部知多温水プールがリニューアルオープン[2]。

## 組織
※2023年（令和5年）8月19日現在
- 執行機関（4名）
  - 管理者
    - 大府市長  岡村秀人

  - 副管理者
    - 豊明市長 小浮正典
    - 東浦町長 日髙輝夫
    - 阿久比町長 田中清高
    - 大府副市長 山内健次
- 議会（12名）
- 議会運営委員会（4名）
- 監査委員（2名）
- 会計管理者（1名）
- 事務局（21名）

## 運営施設
- 東部知多クリーンセンター
- 東部知多温水プール（住友重機械温水プール）
- 東部知多浄水センター

## 所在地
- 愛知県知多郡東浦町大字森岡字葭野41番地（東部知多衛生組合事務所）